# Nathan Brannen
Nathan « Nate » Brannen, né le 8 septembre 1982 à Cambridge, est un athlète canadien spécialiste du demi-fond.

## Biographie
Son meilleur temps sur 1 500 m est de 3 min 34 s 65, obtenu à Rome le 11 juillet 2008, qu'il porte à 3 min 34 s 22 à Hengelo le 27 mai 2012.

### Palmarès
| Date | Compétition                | Lieu           | Résultat | Performance   |
| ---- | -------------------------- | -------------- | -------- | ------------- |
| 2006 | Jeux du Commonwealth       | Melbourne      | 2e       | 3 min 39 s 20 |
| 2006 | Coupe du monde des nations | Athènes        | 6e       | 3 min 55 s 16 |
| 2015 | Jeux panaméricains         | Toronto        | 2e       | 3 min 41 s 66 |
| 2016 | Jeux olympiques            | Rio de Janeiro | 10e      | 3 min 51 s 45 |

### Records
| Épreuve      | Performance   | Lieu        | Date        |
| ------------ | ------------- | ----------- | ----------- |
| 800 mètres   | 1 min 46 s 00 | Bâton-Rouge | 31 mai 2002 |
| 1 500 mètres | 3 min 34 s 22 | Hengelo     | 27 mai 2012 |